# Калиновка (Еланецкий район)
Калиновка (укр. Калинівка) — село в Еланецком районе Николаевской области Украины.
Основано в 1922 году. Население по переписи 2001 года составляло 944 человек. Почтовый индекс — 55553. Телефонный код — 5159. Занимает площадь 1,34 км².

## Местный совет
55553, Николаевская обл., Еланецкий р-н, с. Калиновка, переул. Янтарный, 6